# 胡麻和え
胡麻和え（ごまあえ）は茹でた青菜、山菜、野草などを、軽く擂った胡麻と醤油・味醂（麺つゆ）で和えた日本の惣菜である。和え物の一種であり、その代表的なもののひとつである。胡麻よごしとも呼ばれる。砂糖もよく用いられる。胡麻の代わりにピーナッツを用いた和え物はピーナッツ和え（ピーナッツあえ）と呼ばれ、ほうれん草・小松菜の他にもサヤインゲンや菜の花など、その他の野菜が用いられる場合もある。茹で野菜が基本であるが、レンジを使うお手軽レシピも多い。

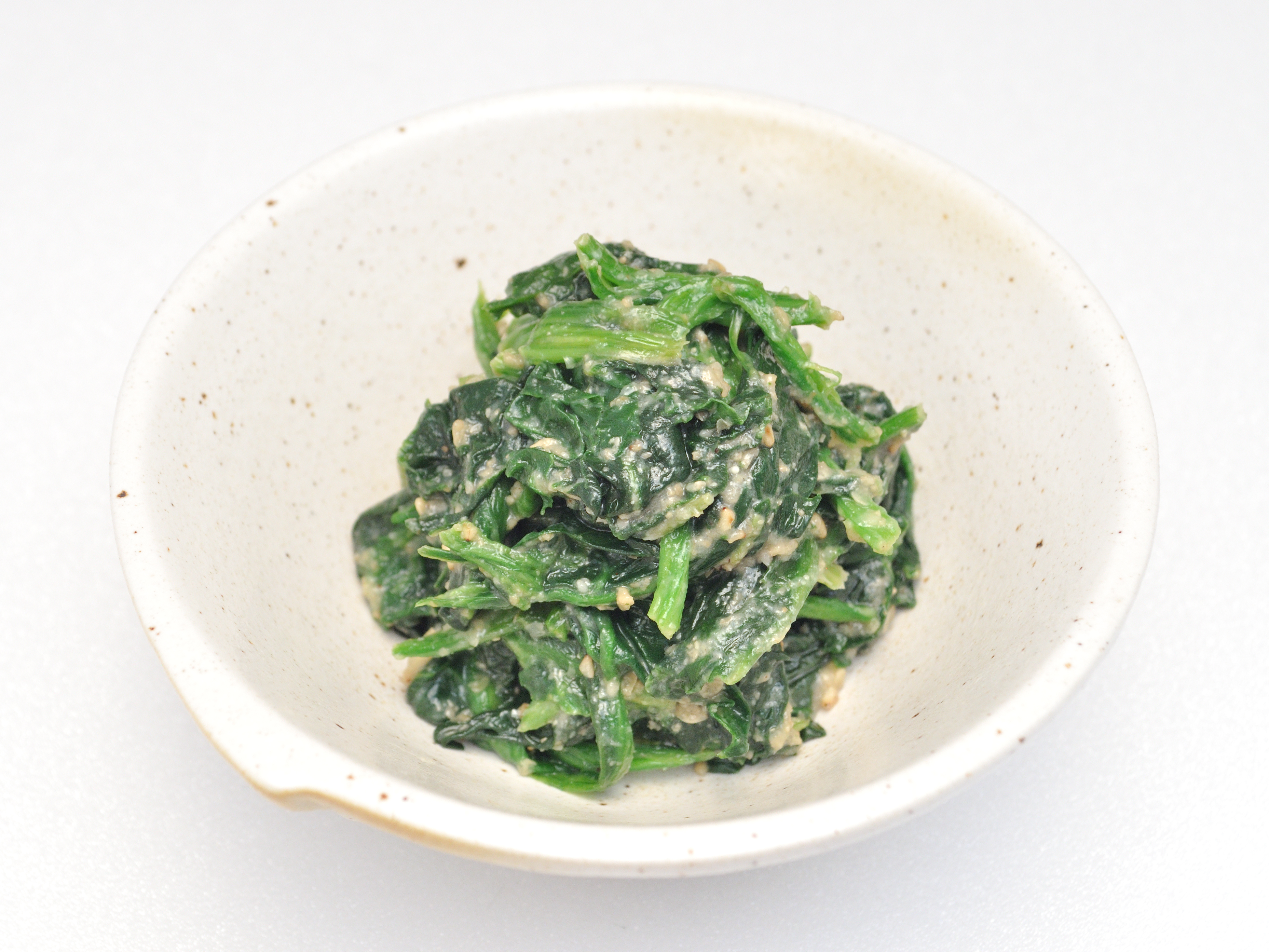
ホウレンソウの胡麻和え

欧米の日本食レストランで最もよく見られる「胡麻和え」は、茹でたホウレンソウをピーナッツソースや味噌で和えて胡麻を上に乗せた形で出される。